# Михаило Ђоковић Тикало
Михаило Ђоковић-Тикало (1. јануар 1941) је српски сликар.

## Биографија
Основну и средњу школу завршио је у Чачку. По завршетку средње школе, 1959. наставио је школовање у Београду на Факултету примењених уметности, где је дипломирао у класи професора Рајка Николића.
Члан је Удружења ликовних уметника Србије (УЛУС).
Сматра се једним од најзначајнијих српски сликара фигурације и фантастике.